# Tchitondi
Tchitondi é uma pequena aldeia na República Do Congo.

## Transporte
É servida por uma estação na Ferrovia Congo-Oceano.

## Acidentes
Em 22 de junho de 2010, um grave descarrilamento de trem em uma ravina próxima causou 72 ou mais vítimas .